# Xylosma venosa
Xylosma venosa là một loài thực vật có hoa trong họ Liễu. Loài này được N.E. Br. miêu tả khoa học đầu tiên năm 1893.